# Lily of the Dust
Lily of the Dust es una película muda estadounidense de drama romántico de 1924 dirigida por Dimitri Buchowetzki, protagonizando Pola Negri, producido por Famous Players-Lasky, y distribuida por Paramount Pictures. Esta película estuvo basada en la novela de 1908 El cantar de los cantares (alemán: Das hohe Lied) de Hermann Sudermann y la obra de Broadway de 1914 The Song of Songs por Edward Sheldon.
Esta película es un remake de la película muda estadounidense The Song of Songs (1918).

## Reparto
- Pola Negri como Lily
- Ben Lyon como el teniente Prell
- Noah Beery como el coronel Mertzbach
- Raymond Griffith como Karl Dehnecke
- Jeanette Daudet como Julia
- William J. Kelly como Walter von Prell
- Alan George en un rol secundario indeterminado (sin acreditar)

## Producción
Negri estaba feliz de trabajar con Buchowetzki como director, quién también dirigió en Men (1924) y en la película alemana Sappho (1921), la cual había sido estrenada en los EE. UU. como Mad Love, cuando sus rendimientos resultaron bien en sus películas. Más tarde, Buchowetzki la dirigiría una vez más en el drama romántico The Crown of Lies (1926).

## Preservación
Sin copias conocidas de Lily of the Dust en ningún archivo fílmico, es una película perdida .